# Cúmulo globular M4
El cúmulo globular M4  (también conocido como Objeto Messier 4, Messier 4, M4 o NGC 6121), es un cúmulo globular que se encuentra en la constelación de Scorpius.
Fue descubierto por Philippe Loys de Chéseaux en el año 1746 y más tarde catalogado por Charles Messier en 1764. Este fue el primer cúmulo globular donde se distinguieron estrellas individuales. En la frontera de visión a ojo desnudo, M4 se observa en los telescopios más pequeños como una borrosa bola de luz. En telescopios de mediano tamaño es posible distinguir estrellas individuales, las cuales poseen una magnitud aparente de 10,8.
A una distancia de 7200 años luz, debe ser el cúmulo globular más cercano a nuestro Sistema Solar. Al menos 43 estrellas variables se han observado en este cúmulo: todas ellas son asequibles para el aficionado, siempre que se utilice una cámara CCD para estudiarlas (aparecen con magnitudes a partir de la 10.ª).

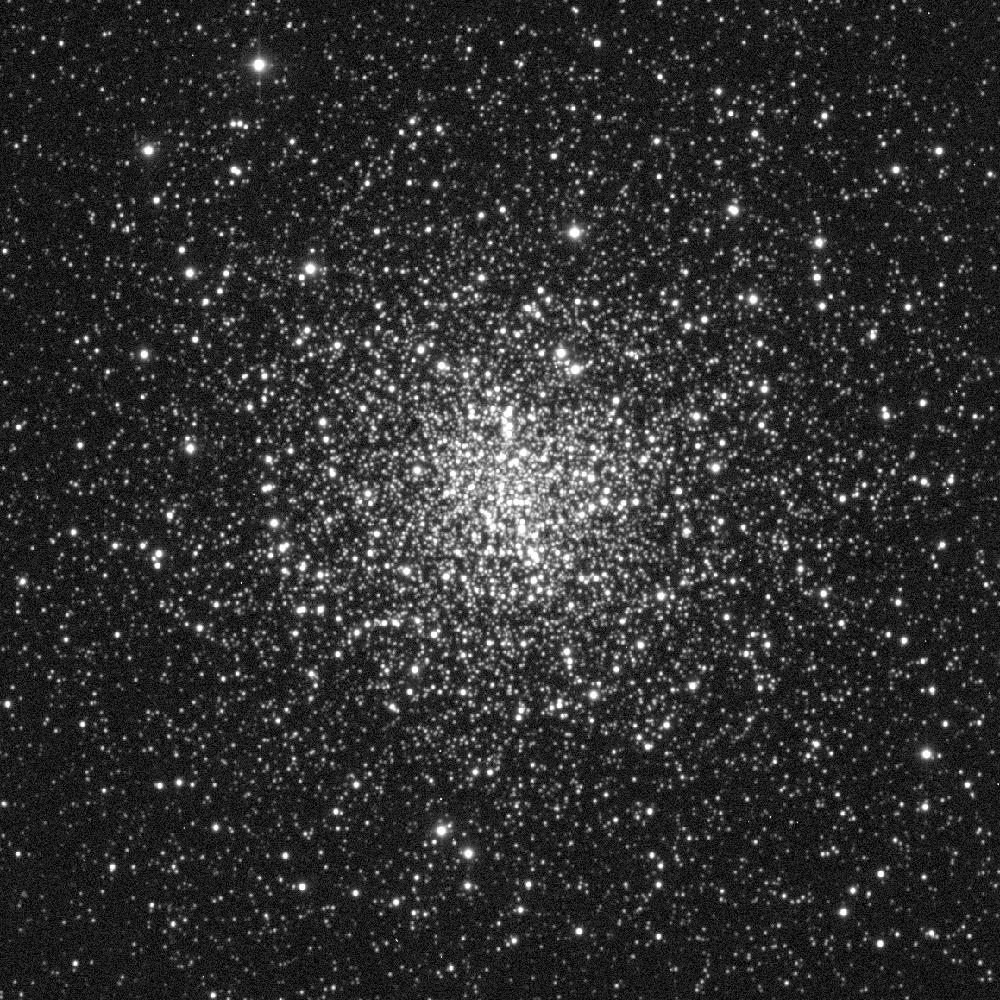
Fotografía del telescopio espacial Hubble de 1995.

De su velocidad radial, 70,4 km/s, se deduce que se aleja de la Tierra a más de 253.400 km/h: esta velocidad se debe tanto a su movimiento propio alrededor del núcleo de la Vía Láctea como al movimiento orbital del Sol y la Tierra. Su magnitud conjunta en banda B (luz azul) es igual a la 8,13, su magnitud conjunta en banda V (luz verde) es igual a la 7,12; su tipo espectral es F8 (fotográficamente aparece amarillento, debido a la gran cantidad de estrellas gigantes rojas que posee).
En 1987 se descubrió un púlsar en M4 con un período de 3,0 milisegundos. Fotografías tomadas por el Telescopio Espacial Hubble en 1995 han revelado estrellas enanas blancas que están entre las más viejas de la Vía Láctea (su edad se estima en unos 13 000 millones de años). Una de ellas es una estrella binaria con un púlsar como compañero, PSR B1620-26 y un planeta orbitándola con una masa 2,5 veces superior a Júpiter.
En la actualidad (2006) se han catalogado hasta 74 estrellas variables, la mayoría de ellas de tipo RR Lyrae .